# Svinstia

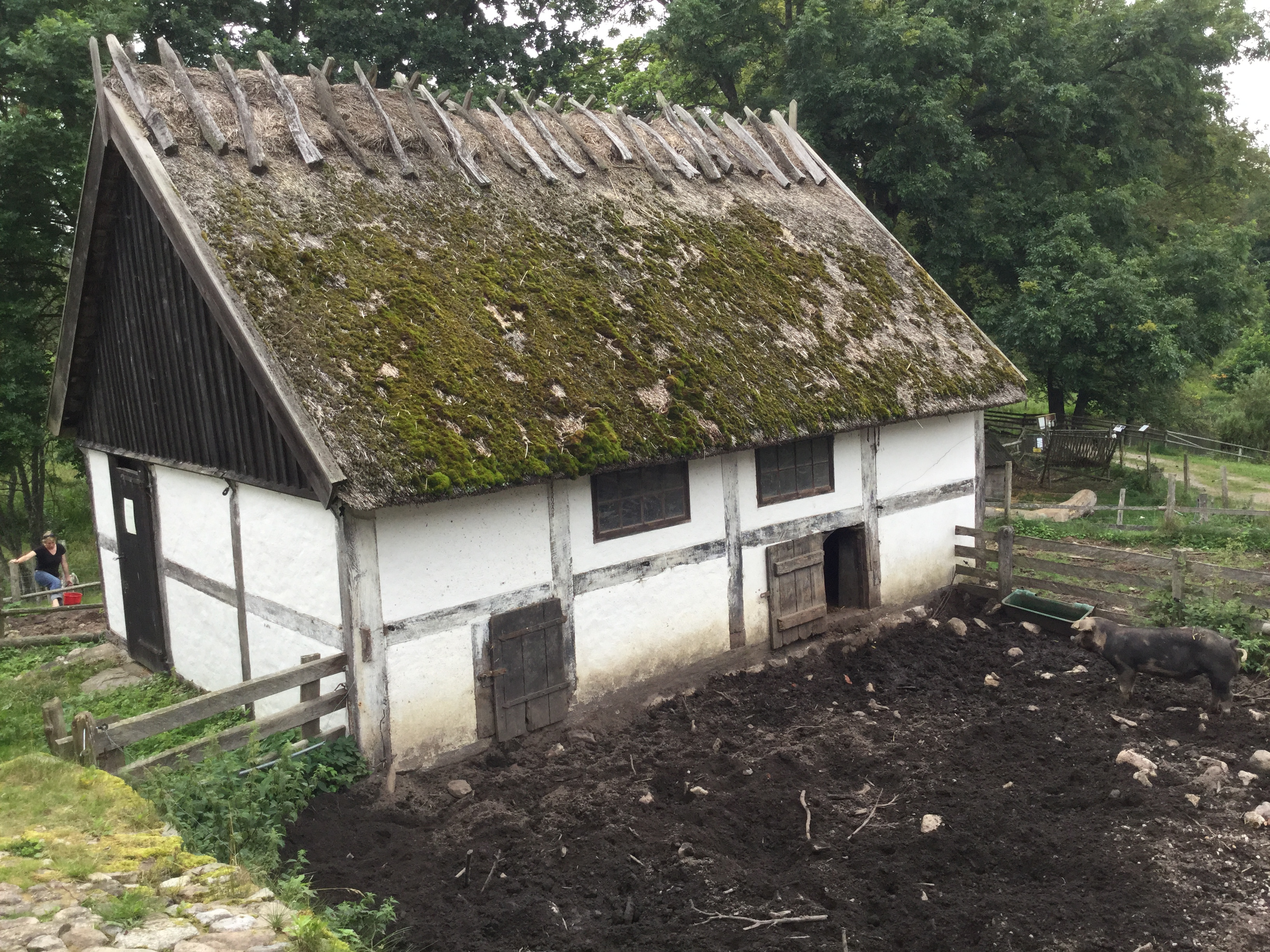
Ett svinhus på Kulturens Östarp i Skåne.

En svinstia är ett avgränsat boende för grisar/svin, vanligen i en ladugård. Svinstior kan även vara belägna i andra uthus på bondgården än i ladugården.
Svinstia kan även syfta på en smutsig eller ostädad miljö i allmänhet.

## Bildgalleri

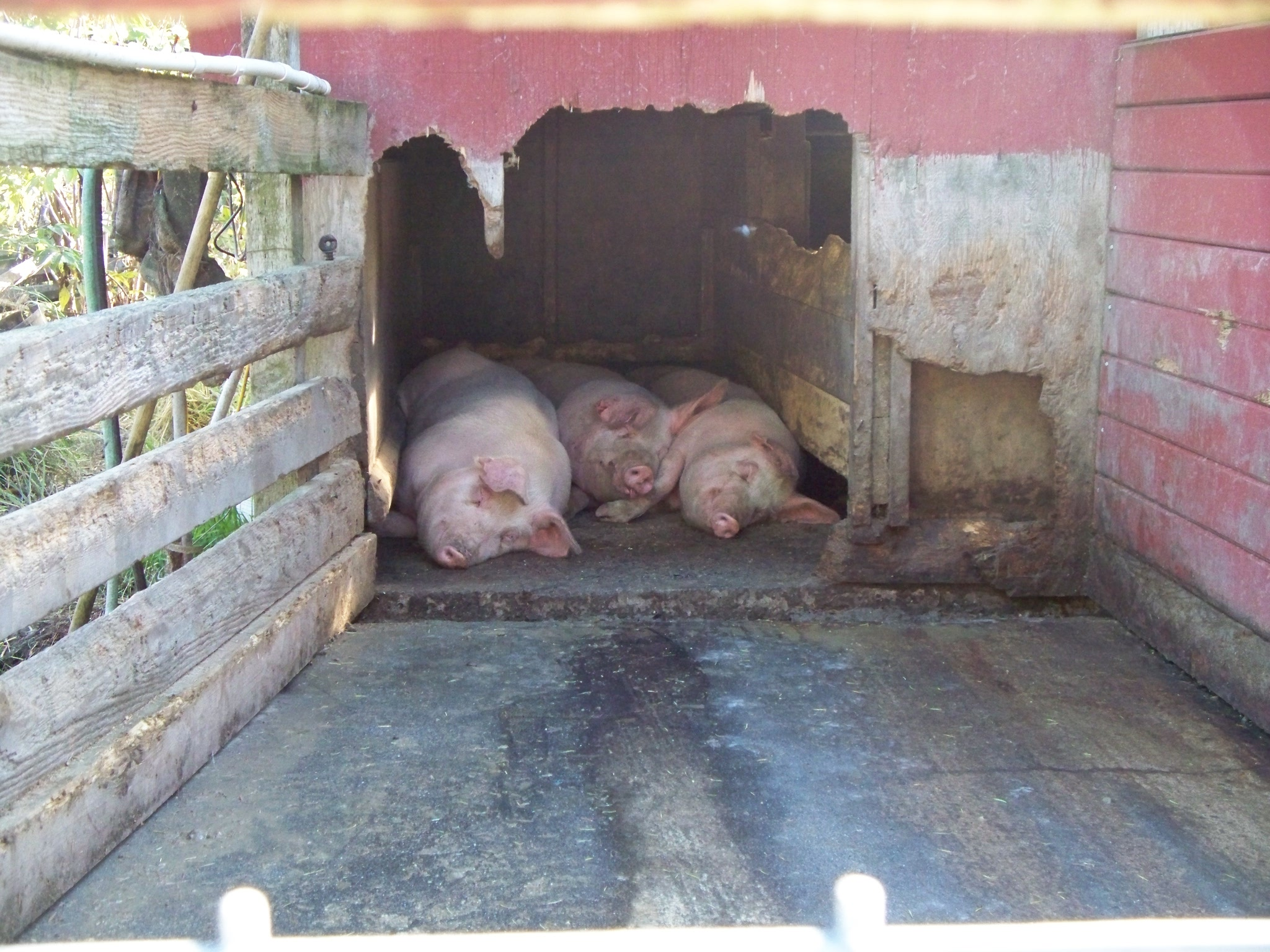
Tre grisar i en svinstia